# Billboard Icon Award
Billboard Icon Award je nagrada za  dosežke na glasbenem področju, ki jo podeljujejo od leta 2011.

## Prejemniki
| Leto | Slika | Prejemnik      | Ref.  |
| ---- | ----- | -------------- | ----- |
| 2011 |       | Neil Diamond   | [ 1 ] |
| 2012 |       | Stevie Wonder  | [ 2 ] |
| 2013 |       | Princ          | [ 3 ] |
| 2014 |       | Jennifer Lopez | [ 4 ] |
| 2016 |       | Celine Dion    | [ 5 ] |
| 2017 |       | Cher           | [ 6 ] |